# 安岡貴之
安岡 貴之（やすおか たかゆき、1987年7月4日 - ）は、日本のラグビー選手。

## プロフィール
- 京都府出身。
- ポジションはフッカー(HO)。
- 身長 176cm、体重 100kg
- 関西代表に選ばれたことがある[1]。

## 来歴
2006年、伏見工業高校卒業後、帝京大学に入る。
2010年、帝京大学卒業後、豊田自動織機シャトルズに加入。同年9月18日に行われたジャパンラグビートップリーグ第3節の東芝ブレイブルーパス戦に先発出場で公式戦初出場を果たした。
2016年、豊田自動織機シャトルズを退団した。